# Centre international de recherche sur l'Arctique

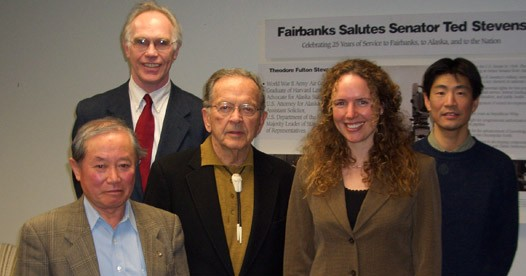
Le sénateur Ted Stevens (au centre) avec des chercheurs du Centre international de recherche sur l'Arctique. Les recherches effectuées par le Dr Katey Walter (deuxième à partir de la droite) ont révélé que la fonte du pergélisol libère du méthane, l'un des gaz à effet de serre les plus puissants.

Le Centre international de recherche sur l'Arctique, ou IARC, créé en 1999, est une institution de recherche axée sur l'intégration et la coordination de l'étude du changement climatique dans l'Arctique. Les principaux partenaires du centre sont le Japon et les États-Unis. Les participants comprennent des organisations du Canada, de Chine, du Danemark, de l'Allemagne, du Japon, de la Norvège, de la Russie, du Royaume-Uni et des États-Unis.

## Aperçu
Le Centre est situé à l'université de l'Alaska à Fairbanks, dans le bâtiment Syun-Ichi Akasofu. Le bâtiment abrite le département des sciences atmosphériques de l'UAF, le Center for Global Change et le bureau de prévision de Fairbanks du National Weather Service.
Les projets d'études s'articulent autour de quatre grands thèmes :
- Modèles et observation de l'océan Arctique
- Atmosphère arctique : rétroactions, rayonnement et analyse météorologique
- Modèles et observations du pergélisol / sol gelé
- Biote arctique / végétation (modèles d'écosystèmes)